# 解放路街道 (济南市)
解放路街道，是中华人民共和国山東省济南市历下区下辖的一个乡镇级行政单位。

## 行政区划
解放路街道下辖以下地区：
解放桥社区、历山路社区、后坡街社区、十亩园社区和青龙街社区。